# هلزدون
هلزدون (به انگلیسی: Hellesdon) یک محله مدنی و روستا در بریتانیا است که در برادلند واقع شده‌است. هلزدون ۵٫۲۴ کیلومتر مربع مساحت و ۱۰٬۹۵۷ نفر جمعیت دارد.